# Lista över vattendrag i Norge
Följande är de 20 längsta vattendragen i Norge efter längd i kilometer:
1. Glomma (601)
2. Pasvik älv och Ivalojoki (380) (140 i Norge, 240 i Finland)
3. Numedalslågen (352)
4. Gudbrandsdalslågen och Vorma (351)
5. Tana älv (348)
6. Drammenselva (301)
7. Skiensvassdraget (251)
8. Begna (250)
9. Otra (245)
10. Trysilelva (233)
11. Altaälven (239)
12. Namsen (228)
13. Hallingdalselva och Snarumselva (220)
14. Arendalsvassdraget (Nidelva (Agder)) (209)
15. Orkla (171)
16. Renaelva (165)
17. Vapstälven (163)
18. Nea-Nidelvvassdraget (156)
19. Kárášjohka älv (155)
20. Gaula (145)

## Andra vattendrag
Andra floder inkluderar:
- Akerselva
- Flakstadelva